# Rystáll Sant
Rystáll Sant es una cantante y bailarina ficticia perteneciente a la franquicia Star Wars.
Fue introducida por primera vez en la edición especial de 1997 de la película Star Wars: El Retorno del Jedi, originalmente estrenada en 1983. Rystáll fue interpretada por Mercedes Ngoh, y fue presentada en la película como una de las diversas cantantes y bailarinas del palacio de Jabba el Hutt.

## Biografía ficticia
Rystáll Sant, una híbrida de theelin y humano, fue adoptada por músicos Ortolanos en Coruscant. Con talento artístico, atraía la atención de muchos y recibió una capa de un admirador llamado Syrh Rhoams. Sin embargo, un teniente de la organización criminal Black Sun la engañó y la llevó a la esclavitud. Más tarde, fue liberada por Lando Calrissian, y sus padres adoptivos lograron que se uniera a la banda de Max Rebo como cantante y bailarina.
Rystáll tuvo una larga carrera acompañando a la banda en trabajos importantes, como cantar en el palacio de Jabba el Hutt durante la Guerra Civil Galáctica. Antes de que la Alianza rescatara a Han Solo, ella y su banda interpretaron "Jedi Rocks" para la corte de Jabba, llamando la atención del reconocido cazarrecompensas Boba Fett. Al día siguiente de la captura de Leia mientras intentaba rescatar a Han Solo, Luke Skywalker llegó al palacio e intentó negociar con Jabba. Sant estaba presente y vio cómo Jabba arrojó a Luke al foso, donde luchó y mató al rancor, impresionando a todos.

## Recepción
En 2017 Jordan Commandeur incluyó a Rystáll Sant en su lista de "Los 15 atuendos más escandalosos de Star Wars", publicada por el sitio web Comic Book Resources, situando a Rystáll en el puesto número 12.

## Legado
El personaje sirvió de inspiración a la guionista y directora Leslye Headland para crear a la padawan Jecki Lon, quien fue introducida en la serie web de Disney+ The Acolyte, y que al igual que Rystáll es una híbrida humana-theelina, creando a Jecki a modo de homenaje a la propia Rystáll Sant.